# Distretto di Erejmentau
Il distretto di Erejmentau (in kazako  Ерейментау ауданы?) è un distretto (audan) del Kazakistan con  capoluogo Erejmentau.